# Aminata Fofana Maïga
Pour les articles homonymes, voir Maïga et Fofana.
Aminata Maïga (nom de jeune fille : Aminata Fofana), née en 1955 à Bamako et morte le 3 octobre 2008 à Paris,, est une joueuse malienne de basket-ball. Elle est surnommée La Panthère.

## Carrière
Elle évolue dans les années 1970 au Djoliba AC, avec lequel elle est notamment finaliste de la première édition de la Coupe du Mali contre l'AS Real Bamako, et joue en équipe du Mali.
Elle met un terme à sa carrière sportive en 1978 et travaille ensuite à la Direction nationale des Sports et de l'Éducation physique.

## Famille
Elle épouse le joueur de basket-ball Boubacar Sékou Maïga en décembre 1977. Elle est la mère des joueuses Hamchétou Maïga et Aïssata Maïga ainsi que du dirigeant sportif Harouna B. Maïga.